# Portella de Cortal Rossó
La Portella de Cortal Rossó és una collada d'alta muntanya, portella, situada a 2.531 m alt del terme comunal de Portè, de la comarca de l'Alta Cerdanya, a la Catalunya del Nord. És a prop de l'extrem nord-oest del terme de Portè. És al sud-oest del Roc Gros de la Coma d'Or i al sud-est de la Portella de la Coma d'en Garcia.